# El Grosso Concerto
El Grosso Concerto, opus 58, fue un espectáculo del conjunto de instrumentos informales Les Luthiers en compañía de la Camerata Bariloche.
Estaba compuesto de tres partes:
1. La primera era un concierto de música académica, en el que la camerata interpretó dos piezas, una de Giovanni Bottesini y otra de Bela Bártok;
2. A continuación, Les Luthiers interpretaron cinco obras de su repertorio clásico;
3. Por último, ambos conjuntos interpretaron juntos otras cuatro.

El título, El Grosso Concerto, es en realidad una variación del título de una obra incluida en el espectáculo: el Concerto grosso alla rústica (un verdadero concerto grosso barroco, al estilo de Vivaldi).
Esta obra fue compuesta por el compositor ficticio Johann Sebastian Mastropiero, inspirado en un poema del "famoso" poeta ficticio Torcuato Gémini.
El título de la obra no tiene nada que ver con la forma musical de que se trata (el concerto grosso barroco), sino a la dedicatoria que le hizo Gemini a una regordeta y tosca doncella del altiplano argentino a la que iba dedicado el poema. Dicha dedicatoria decía así: «Con certo sentimento d'amore, alla signorina grossa e rústica».
Fue estrenado el 7 de diciembre de 2001 en el Teatro Argentino de La Plata, Buenos Aires, Argentina. Su última representación fue el 15 de diciembre de 2002 en el Luna Park, en la ciudad de Buenos Aires.
La filmación de este espectáculo se realizó los días 8 y 9 de diciembre de 2001 en el Teatro Argentino, La Plata, Buenos Aires, Argentina.

## Programa

### Camerata Bariloche
1. Gran Dúo Concertante (Giovanni Bottesini)
2. Danzas Folklóricas Rumanas (Bela Bártok)

### Les Luthiers
1. Perdónala (bolérolo)
2. A la Playa con Mariana (balada no avalada)
3. La Hora de la Nostalgia (diez minutos de recuerdos)
4. Añoralgias (zamba/catástrofe)
5. Los Jóvenes de Hoy en Día (RIP al rap)

### Les Luthiers y la Camerata Bariloche
- La hija de Escipión (fragmento de ópera).
- Concierto de Mpkstroff (concierto para piano y orquesta).
- Las majas del bergantín (zarzuela náutica).
- Concerto grosso alla rústica (concerto grosso). (Fuera de programa)

- Datos: Q5822040